# Amastus medicoides
Amastus medicoides là một loài bướm đêm thuộc phân họ Arctiinae, họ Erebidae.